# Ambrakijský záliv
Ambrakijský záliv, také Ambracijský, Amvrakijský, zvaný též Artský (podle města Arta) nebo Aktijský (podle Aktia), řecky Αμβρακικός κόλπος (Amvrakikos kolpos), je záliv Jónského moře na západě Řecka na rozhraní krajů Epirus a Západní Řecko. S plochou 654 km² je to jeden z největších řeckých uzavřených zálivů, propojený s mořem jen 700 metrů úzkým průlivem mezi Prevezou a Aktiem.
Je poměrně mělký, průměrná hloubka činí 22 metrů a maximální 60. Severní pobřeží je ploché, bažinaté, s řadou lagun, jižní a východní je hornatější. Záliv má (zejména díky přítokům řek Arachthos, Louros a dalších) pozitivní vodní bilanci, voda z něj zpravidla proudí do moře. Díky tomu je zde také podstatně méně slaná voda než v okolním moři.
Záliv je cenným ekosystémem s hojností parmic, platýsů, úhořů a místním druhem krevety (gabari). Laguny na severní straně jsou významným hnízdištěm ptáků. Celá oblast je od roku 1975 chráněným ramsarským mokřadem.

## Galerie

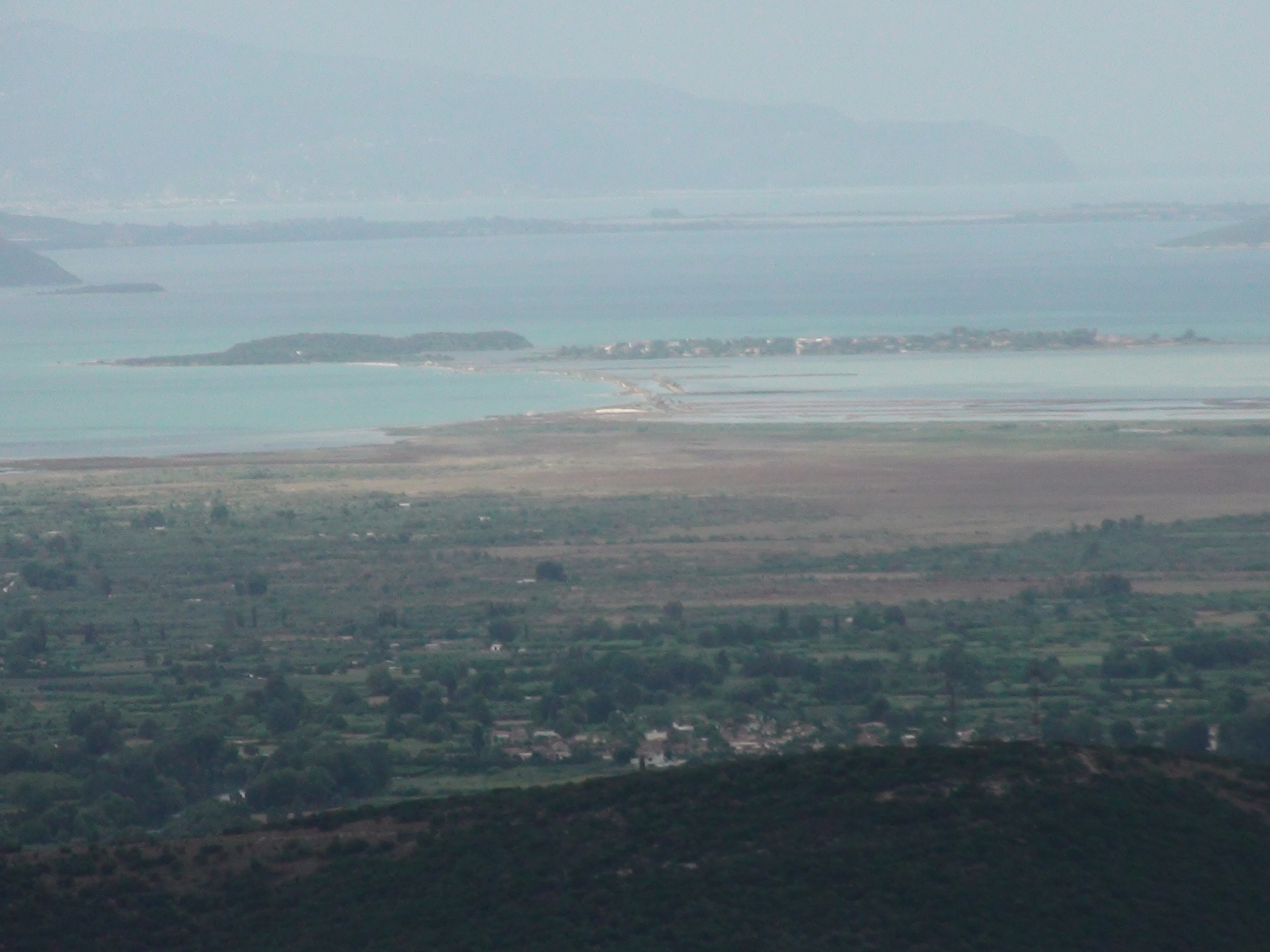
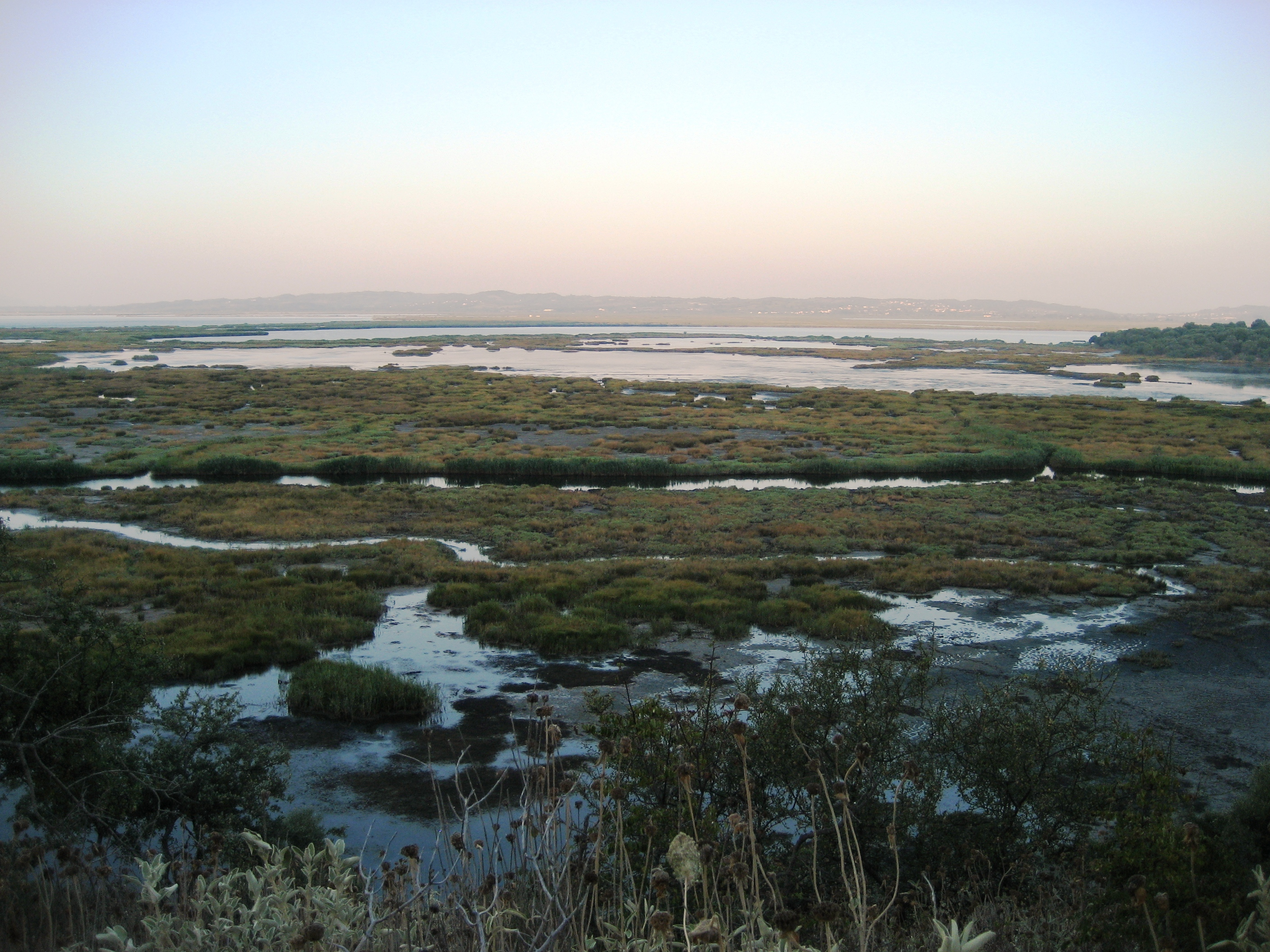
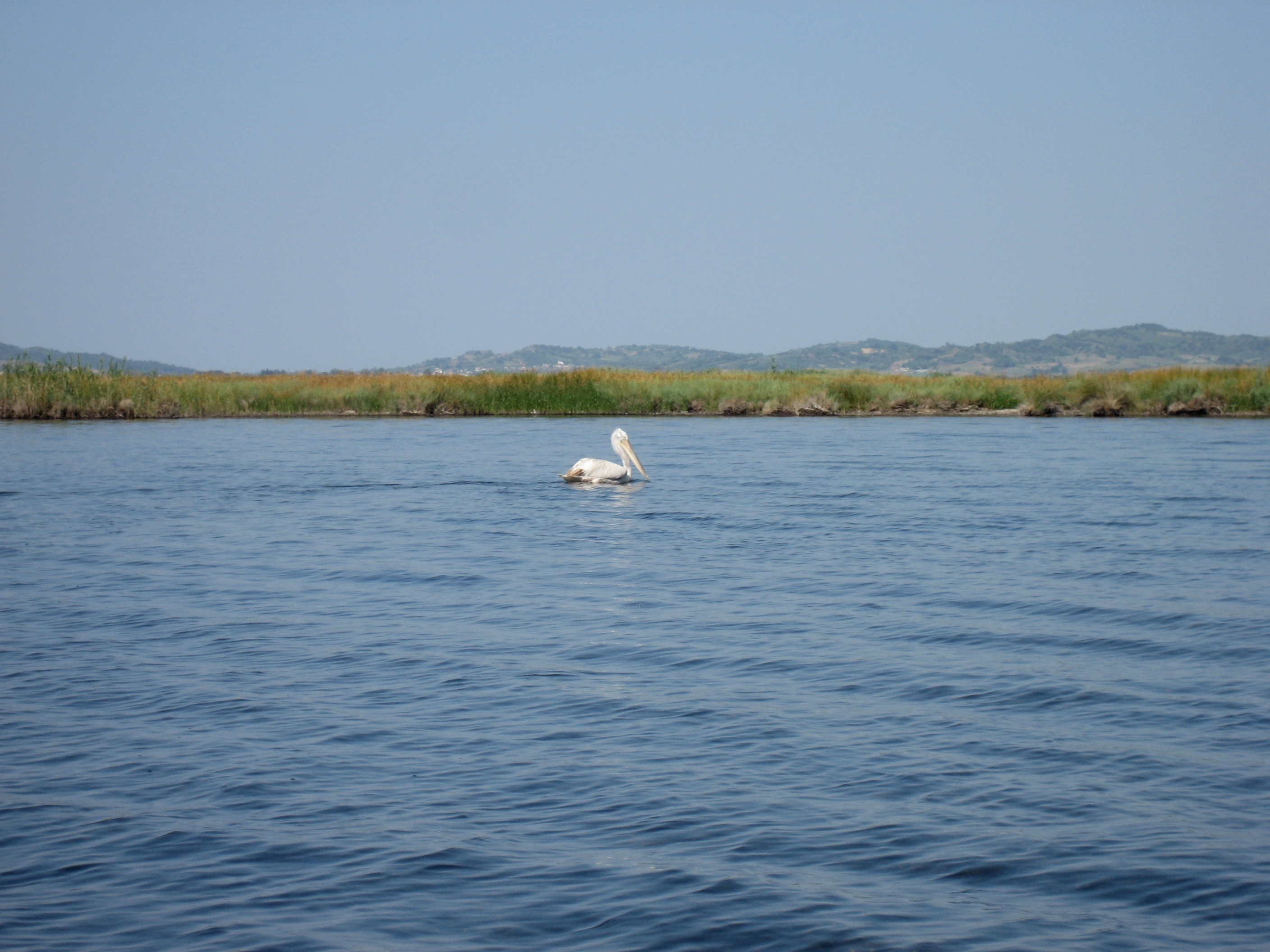
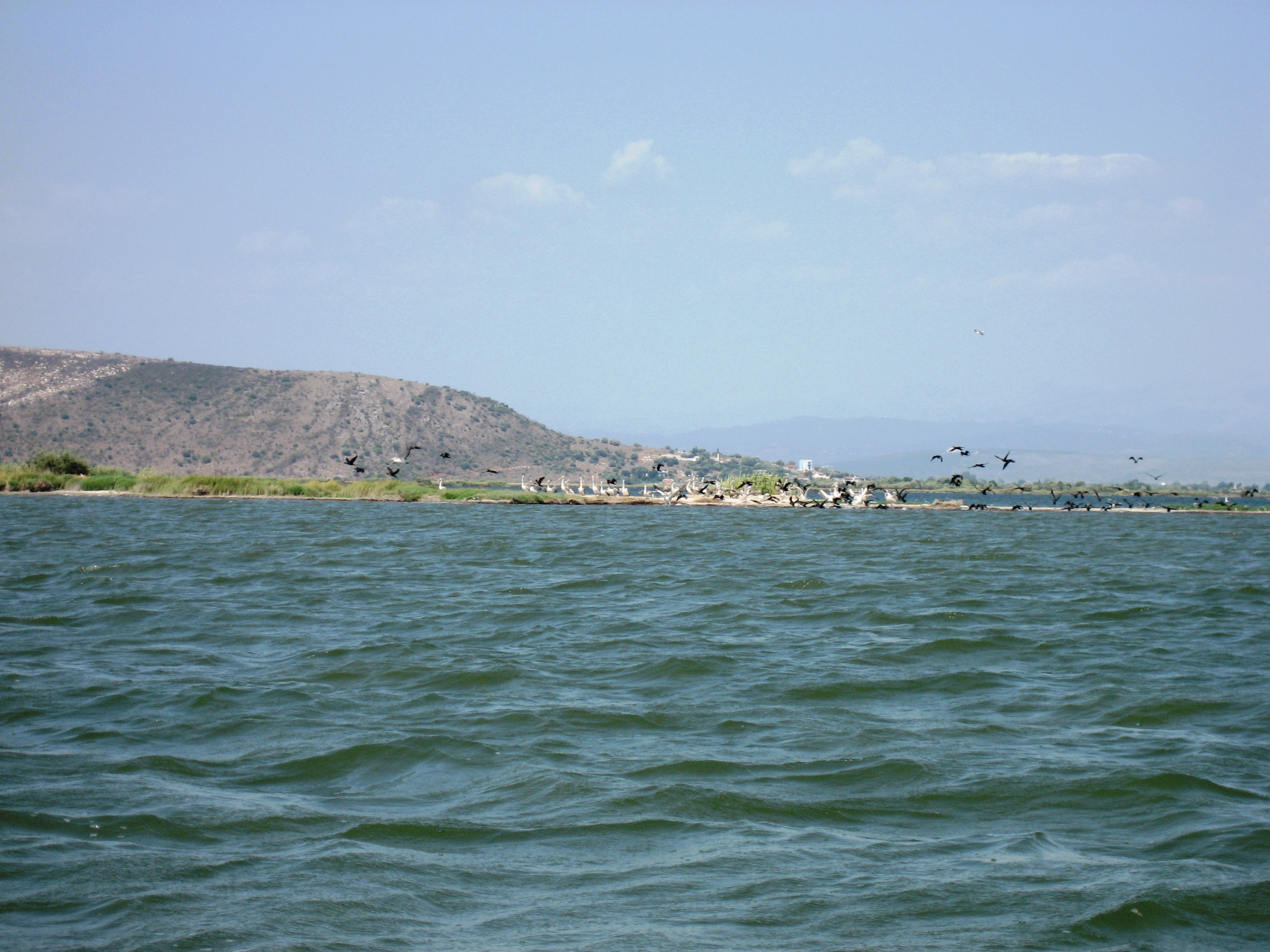
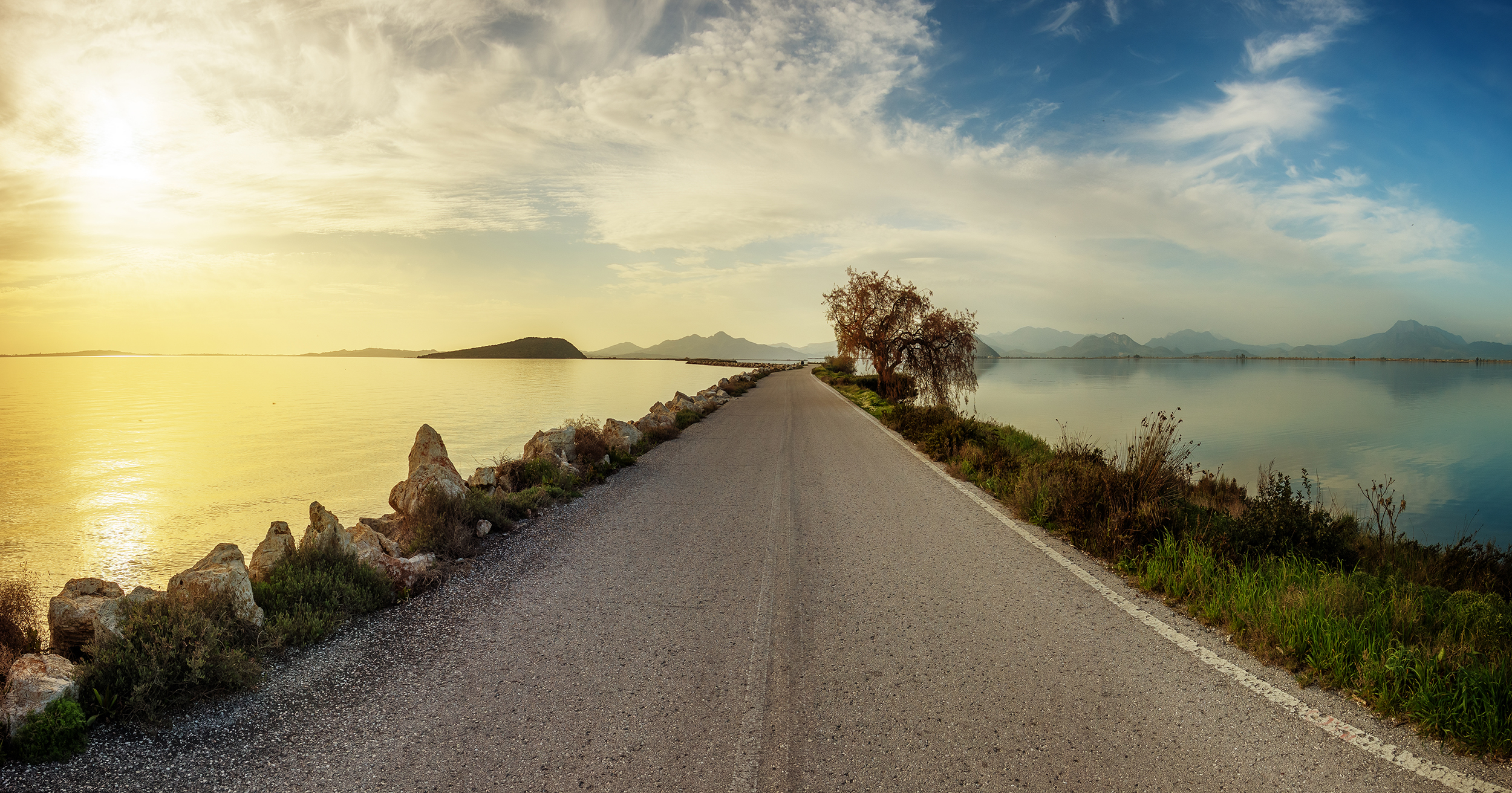
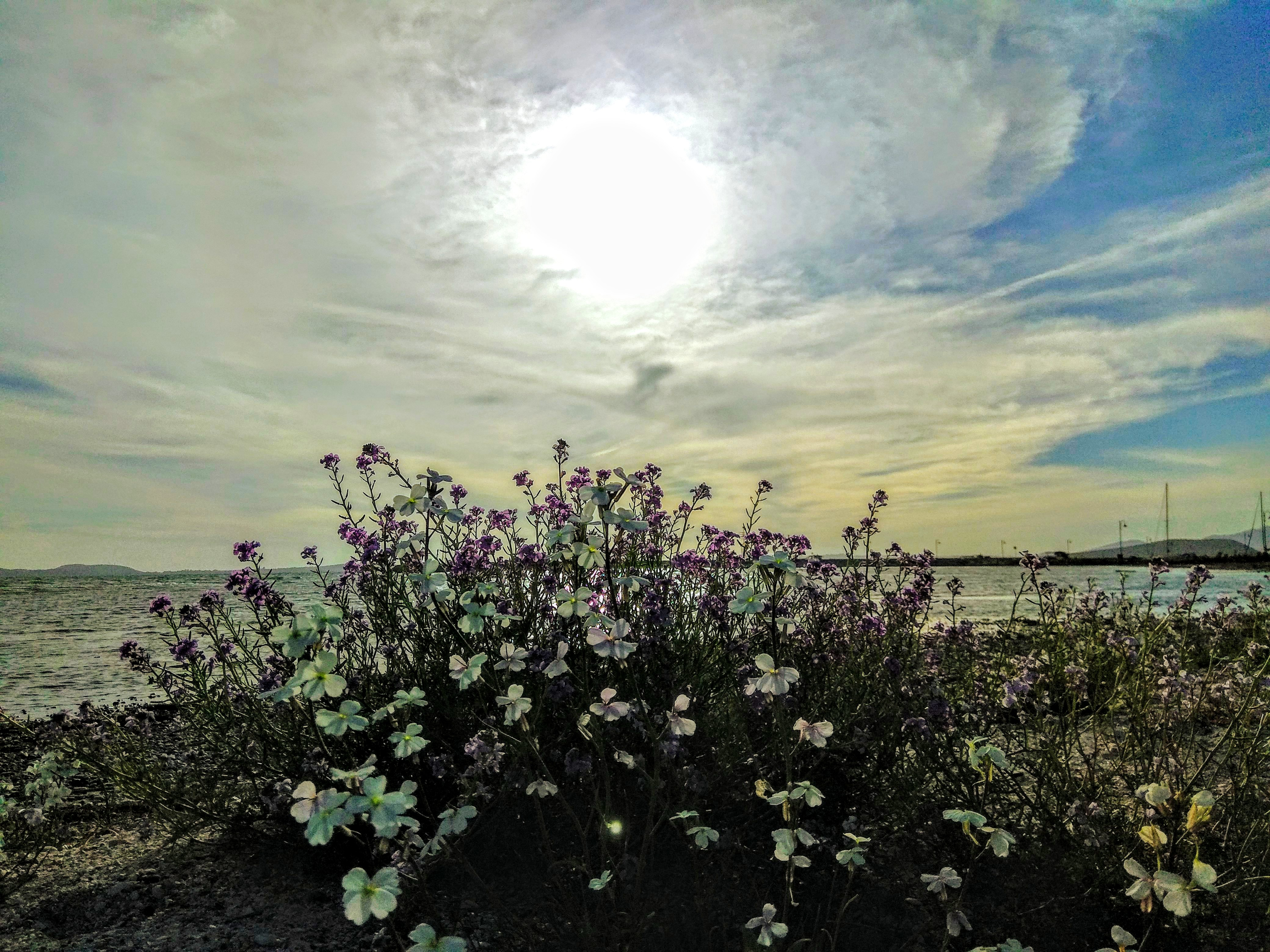